# Крівченко Юрій Сергійович
Юрій Сергійович Крівченко (25 серпня 1935, Дніпродзержинськ, Дніпропетровська область — 11 травня 2025, Дніпро) — радянський та український вчений-металург, інженер-сталеплавильник. Академік Академії інженерних наук України. Лауреат Державної премії України (2002).

## Біографія
Народився 25 серпня 1935 року в місті Дніпродзержинську.
У 1958 році закінчив Московський інститут сталі за спеціальністю «металургія чорних металів».
У 1958—1961 роках — науковий співробітник ЦНДІ чорної металургії СРСР.
У 1961—1968 роках — керівник конверторної групи центральної заводської лабораторії, заступник секретаря парткому, заступник директора заводу «Криворіжсталь». У 1968—1969 роках — 2-й секретар, у 1969—1978 роках — 1-й секретар Дзержинського райкому КПУ (Кривий Ріг).
З 1978 року працював в інституті «Укрдіпромез»: у 1978—1988 роках — головний інженер, з 1988 року — директор.
Делегат XXIV з'їзду КПРС, XXV з'їзду КПУ.
Помер 11 травня 2025 року.

## Наукова діяльність
Фахівець у галузі металургії. Автор 55 наукових праць, 4 книг, 20 винаходів. Академік Академії інженерних наук України.

## Нагороди
- Державна премія України в галузі науки і техніки (16 грудня 2002) — за розробку та реалізацію енерго- та ресурсозберігаючих технологічних циклів виробництва конкурентоспроможних металовиробів на основі комплексу печей-ковшів та машин безперервного лиття заготовок[5];
- Орден Жовтневої Революції[3];
- Орден Трудового Червоного Прапора[3];
- Заслужений працівник промисловості України (1994) [3] ;
- Премія Ради Міністрів СРСР (1990)[3];
- Орден «За заслуги» (Україна) 3-й (13 травня 1998)[6] та 2-й (16 липня 2009) ступенів[7];
- Почесна грамота Президії Верховної Ради УРСР[3];
- Грамота Президії Верховної Ради УРСР[3].